# 中南行政委员会
中南行政委员会是1953年至1954年间中华人民共和国中央人民政府在中南大行政区的代表机关。驻汉口解放公园路36号。

## 历史
1953年1月21日，根据中央人民政府《改变大行政区人民政府（军政委员会）机构与任务的决定》，中南行政委员会成立，由原中南军政委员会改建而成，作为代表中央人民政府在中南地区领导和监督地方人民政府工作的派出机关。驻地仍在武汉市，辖区包括武汉市、广州市、湖北省、河南省、湖南省、江西省、广东省、广西省。
1954年11月7日，根据中央人民政府《关于撤销大区一级机构和合并若干省市建制的决定》，中南行政委员会宣布撤销，各省改为中央政府直辖，武汉市则改为湖北省辖市。

## 领导机构
- 主席：林彪、叶剑英（代理，1953.5-1954.11）
- 副主席：邓子恢、叶剑英（1953.1-5）、张云逸、程潜、张难先、李先念、李雪峰、陈铭枢
- 委员：孔祥祯、方方、仇鳌、牛佩琮、王任重、王國興、王毅斋、王翰、丘哲、古大存、石邦智、何伟、吴芝圃、李一清、李任仁、李步青、李明灏、李达、周苍柏、邵式平、侯连瀛、唐生智、唐星、张文、张金保、张执一、张轸、许崇清、陈此生、陈明仁、陈经畲、陈漫远、陶铸、稽文甫、彭一湖、彭笑千、曾传六、覃应机、贺贵严、冯白驹、黄长水、黄琪翔、杨奇清、杨东尊、熊晋槐、赵毅敏、齐仲桓、刘一峰、刘子厚、刘之纲、刘建勋、刘斐、潘正道、潘梓年、邓文翚、郑绍文、聂国青、聂洪钧、谭政、饶思诚

## 工作机构
注：括号中为任职日期，未具体注明的任职日期均为1953年5月－1954年11月。
秘书长
- 张执一

副秘书长
- 郑绍文、孙耀华

办公厅
- 主任：王焕宇
- 副主任：熊子民

政法委员会
- 主任：张执一（1953年9月－1954年11月）
- 副主任：杨奇清（1953年9月－1954年11月）、黄琪翔（1953年9月－1954年11月）、郑绍文（1953年9月－1954年11月）、李明灏（1953年9月－1954年11月）

财经委员会
- 主任：李先念
- 副主任：李一清、牛佩琮、孔祥祯、易秀湘、曾传六、聂洪钧、刘惠农、袁振、林一山、彭笑千、魏延槐、左叶

文教委员会
- 主任：赵毅敏
- 副主任：潘梓年、刘斐、李达、孟夫唐、齐仲桓

人民监察委员会
- 主任：王翰
- 副主任：唐星

体育运动委员会
- 主任：刘斐

民族事务委员会
- 主任：张执一
- 副主任：陈经畲、熊寿祺

参事室
- 主任：贺贵严
- 副主任：彭一湖、许凌青

民政局
- 局长：张如屏
- 副局长：谢象晃、潘友謌

公安局
- 局长：杨奇清
- 副局长：朱涤新

人事局
- 局长：孙西岐
- 副局长：李慎之、刘玉德

地方工业局
- 局长：张先进
- 副局长：张进法、李春田、张文琦

劳动局
- 局长：庄玉铭
- 副局长：徐济生

统计局
- 局长：陶然
- 副局长：卢曙天

文化局
- 局长：崔嵬
- 副局长：于黑丁

教育局
- 局长：孟夫唐

干部教育局
- 局长：李凡夫（？）

卫生局
- 局长：齐仲桓
- 副局长：姚克方、唐哲

对外文化联络处
- 处长：于黑丁、张建之

外事处
- 处长：何功楷

最高人民法院中南分院
- 院长：雷经天（1953年1月－9月）、郑绍文（1953年9月－1954年11月）
- 副院长：宋琏、李光斗（1953年9月－1954年11月）

最高人民检察署中南分署
- 检察长：杨奇清（1953年1月－1954年11月）